# Regierungsbezirk Freiburg
Regierungsbezirk Freiburg är ett av det tyska förbundslandet Baden-Württembergs fyra regeringsområden (tyska Regierungsbezirk). Området har 2 271 351 invånare (2019) och en yta på 9 346,44 km². Huvudstad är Freiburg im Breisgau.

## Geografi
Regeringsområdet ligger i sydvästra Baden-Württemberg och gränser till Bodensjön och Schweiz i söder, Frankrike i väster, Regierungsbezirk Karlsruhe i norr och Regierungsbezirk Tübingen i öster.

## Administrativ indelning
Regeringsområdet består av en distriktfri stad och nio distrikt:

### Distriktfri stad
- Freiburg im Breisgau

### Distrikt
| - Landkreis Breisgau-Hochschwarzwald - Landkreis Emmendingen - Landkreis Konstanz - Landkreis Lörrach - Landkreis Rottweil | - Landkreis Tuttlingen - Landkreis Waldshut - Ortenaukreis - Schwarzwald-Baar-Kreis |

## Befolkningsutveckling
| Befolkningsutvecklingen i Regierungsbezirk Freiburg 1975–2015 | Befolkningsutvecklingen i Regierungsbezirk Freiburg 1975–2015 | Befolkningsutvecklingen i Regierungsbezirk Freiburg 1975–2015 | Befolkningsutvecklingen i Regierungsbezirk Freiburg 1975–2015 | Befolkningsutvecklingen i Regierungsbezirk Freiburg 1975–2015 |
| ------------------------------------------------------------- | ------------------------------------------------------------- | ------------------------------------------------------------- | ------------------------------------------------------------- | ------------------------------------------------------------- |
|                                                               |                                                               |                                                               |                                                               |                                                               |
| År                                                            |                                                               |                                                               | Folkmängd                                                     | Areal (ha)                                                    |
| 1975                                                          | 1975                                                          |                                                               | 1 852 477                                                     | 934 646                                                       |
| 1980                                                          | 1980                                                          |                                                               | 1 865 282                                                     | 934 703                                                       |
| 1985                                                          | 1985                                                          |                                                               | 1 880 475                                                     | 934 705                                                       |
| 1990                                                          | 1990                                                          |                                                               | 1 977 857                                                     | 934 726                                                       |
| 1995                                                          | 1995                                                          |                                                               | 2 087 042                                                     | 934 720                                                       |
| 2000                                                          | 2000                                                          |                                                               | 2 137 625                                                     | 934 679                                                       |
| 2005                                                          | 2005                                                          |                                                               | 2 190 727                                                     | 934 710                                                       |
| 2010                                                          | 2010                                                          |                                                               | 2 199 125                                                     | 934 708                                                       |
| 2015                                                          | 2015                                                          |                                                               | 2 224 535                                                     | 934 705                                                       |
|                                                               |                                                               |                                                               |                                                               |                                                               |